# تیشتر
تیشتَر در زبان پهلوی یا تیشتره در اوستا یا تشتر، در منابع زرتشتی ایزد و ستاره باران دانسته شده‌است. ستاره مظهر او شب‌آهنگ است. هرسال پس از چیرگی بر اپوش (اَپَوشَه)، دیو خشکسالی، مخزن باران در دریای فراخ کرت را باز می‌کند.
تیشتر شخصیتی است که با باران در ارتباط است، اما این خدا فاقد شخصیت دوگانگی می‌باشد. او نیروی نیکوکاری است که در نبرد کیهانی با دیو خشکسالی اَپوش که نابود کننده زندگی است درگیر می‌شود. تیشتر، اصل همهٔ آب‌ها و سرچشمه تمام چشمه‌های خروشان، اولین ستاره و نماد باروری محسوب می‌شود. چهارمین ماه سال یعنی تیر ماه به این خدا اختصاص داده شده‌است. گفته شده که در دهه نخستین ماه تیر، تیشتر به شکل جوانی پانزده ساله ظاهر می‌شود؛ و در دهه دوم به شکل گاو نر و در دهه سوم به صورت اسبی خود را نمایان می‌کند.

## وجه تسمیه
تیشتر یک واژه پهلوی است و به معنای تیزتر و تیزتیر می‌باشد.

## آفرینش دریای کیهانی
طبق نوشته‌های کتاب بندهشن، تیشتردر آغاز خود را به شکل این پیکره‌ها درآورد و باران را ایجاد نمود؛ و هر قطره بارانی که وارد زمین نمود به اندازه تشتی شد و و آب به اندازهٔ بلند قامتی مردی زمین را فراگرفت؛ و در این هنگام جانوران موذی به سوراخ‌های زمین فرورفتند و مینوی تمامی بادها را به زمین برد و دریای گیهانی را به‌وجود آود.

## نبرد تیشتر با دیو خشکسالی
تیشتر در ابتدا به صورت اسب زرین گوشی، با ساز وبر گهای زرین وارد دریای کیهانی شد. در دریای کیهانی او با دیو اپوش که به شکل یک اسب سیاه با دم وگوش سیاه بود رو در رو شد. این دو سه شبانه روز با یکدیگر جنگیدند و سرانجام اپوش که نیرومندتر بود پیروزی این نبرد را از آن خود کرد؛ و تیشتر به سمت اهورامزدا رفت و به حالت ناراحتی به او گفت که شکست او از آن روست که مردم برای او نیایش و قربانی نکرده‌اند. آنگاه اهورامزدا برای او قربانی کرد و اهورامزدا نیروی ده اسب و شتر و گا
ونر، ده کوه و ده رود را در او دمید. بار دیگر نبردی میان او و اپوش شکل گرفت وسرانجام بوسیله قربانی انجام شده از جانب اهورامزدا پیروز از نبرد بیرون آمد؛ و در نهایت آبها توانستند بی مانع وارد مزارع و چراگاه‌ها شوند؛ و باد ابرهای باران زا را از دریای گیهانی به این سو و آن سو راند و در نهایت باران بر هفت اقلیم فرو ریخت. تیشتر گرز خود را بر آتش وازیشته که در ابرهاست می‌کوبد. این آتش شراراه می‌کند و همکار دیو اپوش که دیو سپنجروش نام دارد از وحشت خروش برمی‌آورد و هلاک می‌شود؛ و ابار دیگر باران بیش از پیش با قطراتی به بزرگی سرگاو و سر انسان بر هفت کشور فرو می‌ریزد. تیشتر ده شبانه روز باران فرود می‌آورد و با این باران زهری که از جانوران موذی در زمین باقی مانده‌است با آب می‌آمیزد و به دریا می‌رود. شوری و تلخی آبهای دریاها از آن است. پس از سه روز باز باد ایزدی برمی‌خیزد و آبها را به انتهای زمین می‌برد و از این آبها سه دریای بزرگ، سی دریای کوچک و دو چشمه - دریا و دو رود پرآب پدید می‌آید.

## دیگر صفات تیشتر
تیشتر عمل زندگی بخش دارد. در آغاز آفرینش گیتی، در حمله اهریمن، نقش پخش آبها و دانه‌ها از طریق آبها در جهان به عهده اوست. او سرور همه ستارگان و حامی سرزمین آریایی است. او فرزند عطا می‌کند و جادوگران را درهم می‌شکند. او نژاد از اپام نپات یا برزایزد دارد. با صفاتی همچون سفید، درخشان، بلند و نوردهنده از دور توصیف شده‌است. همیشه در نبرد با شهاب ثاقب است. جشن تیرگان که در روز سیزده تیرماه برگزار می‌شود منسوب به اوست.
در بندهای ۶ و ۳۷ از یشت هشتم(تیشتر یشت) اوستا، تیشتر ستاره باران، با تیری که آرش تیرانداز آریایی، از کوه خشائوته رها کرد مقایسه شده و ویژگی‌های چالاکی و سرعت را با اشاره به این تیر تمجید می‌کند.